# Josip Duvančić
Josip Duvančić (Promina, 1º ottobre 1935 – Zemun, 17 aprile 2023) è stato un calciatore e allenatore di calcio croato, di ruolo attaccante.

## Palmarès

### Giocatore
- Coppa di Jugoslavia: 2

Partizan: 1954, 1956-1957

### Allenatore
- Coppa di Jugoslavia: 1

Hajduk Spalato: 1976-1977